# Leon Markiewicz
Leon Markiewicz (ur. 23 września 1928 w Wilnie, zm. 4 lutego 2024 w Katowicach) – polski muzykolog, pedagog, nauczyciel akademicki, publicysta, profesor sztuk muzycznych, w latach 1979-1981 rektor Akademii Muzycznej im. Karola Szymanowskiego w Katowicach.

## Życiorys
W latach 1949–1955 studiował pedagogikę i teorię muzyki w Państwowej Wyższej Szkole Muzycznej w Katowicach. W 1970 na podstawie rozprawy pt. Forma fugi u klasyków wiedeńskich uzyskał w Instytucie Muzykologii Wydziału Historycznego Uniwersytetu Warszawskiego stopień naukowy doktora nauk humanistycznych w specjalności muzykologia. Tytuł profesora sztuk muzycznych uzyskał w 1984. W 1997 na podstawie dorobku naukowego i rozprawy pt. Bolesław Szabelski - życie i twórczość w Instytucie Sztuki Polskiej Akademii Nauk otrzymał stopień doktora habilitowanego nauk humanistycznych w zakresie historii, specjalność: muzykologia. Był wykładowcą Wyższej Szkoły Humanitas w Sosnowcu.
Został pochowany na katolickim cmentarzu przy ul. Francuskiej w Katowicach.

## Wybrane publikacje
- 25 lat Archiwum Śląskiej Kultury Muzycznej = Fünfundzwanzig Jahre des Bestehens des Archivs, Katowice : AM, 1995.
- Bolesław Szabelski. Życie i twórczość, Kraków: Polskie Wydaw. Muzyczne, 1995.
- Grzegorz Fitelberg 1879-1953. A great Polish conductor, Katowice: Grzegorz Fitelberg International Competition for Conductors: The Musical Foundation of the Grzegorz Fitelberg International Competition for Conductors, 1999.
- Grzegorz Fitelberg 1879-1953. Życie i dzieło, Katowice: Fibak Marquard Press, 1995.
- Karol Szymanowski a pedagogika muzyczna, Katowice: AM, 1984.
- Karol Szymanowski - o Chopinie, o własnej twórczości, o pedagogice, Katowice: AM, 1995
- Korespondencja Grzegorza Fitelberga z lat 1941-1953, Katowice: FMMKD im. G. Fitelberga, 2003.
- Kronika Śląskiego Oddziału Polskiego Związku Chórów i Orkiestr 1975-1986, Katowice: AM, 1998.
- Michał Spisak 1914-1965, Dąbrowa Górnicza: Muzeum Miejskie "Sztygarka" ; Kraków: Księgarnia Akademicka, 2005.
- Muzyka w szkole XXI wieku. Tradycja i współczesność (red.), Katowice: Akademia Muzyczna im. Karola Szymanowskiego, 2005.
- O sztuce pedagogiki instrumentalnej. Wybrane zagadnienia, Katowice: Akademia Muzyczna im. Karola Szymanowskiego, 2008.
- "Stabat Mater" Karola Szymanowskiego, Katowice: Państwowa Wyższa Szkoła Muzyczna, 1963.
- Trzydzieści lat Państwowej Wyższej Szkoły Muzycznej w Katowicach 1929-1959, Kraków: Polskie Wydawnictwo Muzyczne, 1960.
- Viva il maestro. Rozmowy o życiu i muzyce, Katowice: Fundacja Muzyczna Międzynarodowego Konkursu Dyrygentów im. Grzegorza Fitelberga : Górnośląska Oficyna Wydawnicza, 1998.
- Wybrane zagadnienia pedagogiki muzycznej. Materiały pomocnicze dla kandydatów na nauczycieli gry, Katowice: AM, 2000.
- Z zagadnień śląskiej kultury muzycznej, Katowice: AM, 1996.
- Zdenko Karol Rund (1889-1962). Kapelmistrz, kompozytor, pedagog, Katowice: "Śląsk", 1997[5].